# (27840) 1994 PJ28
A (27840) 1994 PJ28 a Naprendszer kisbolygóövében található aszteroida. Eric Walter Elst fedezte fel 1994. augusztus 12-én.